# Georges Seurat
Pour les articles homonymes, voir Seurat.

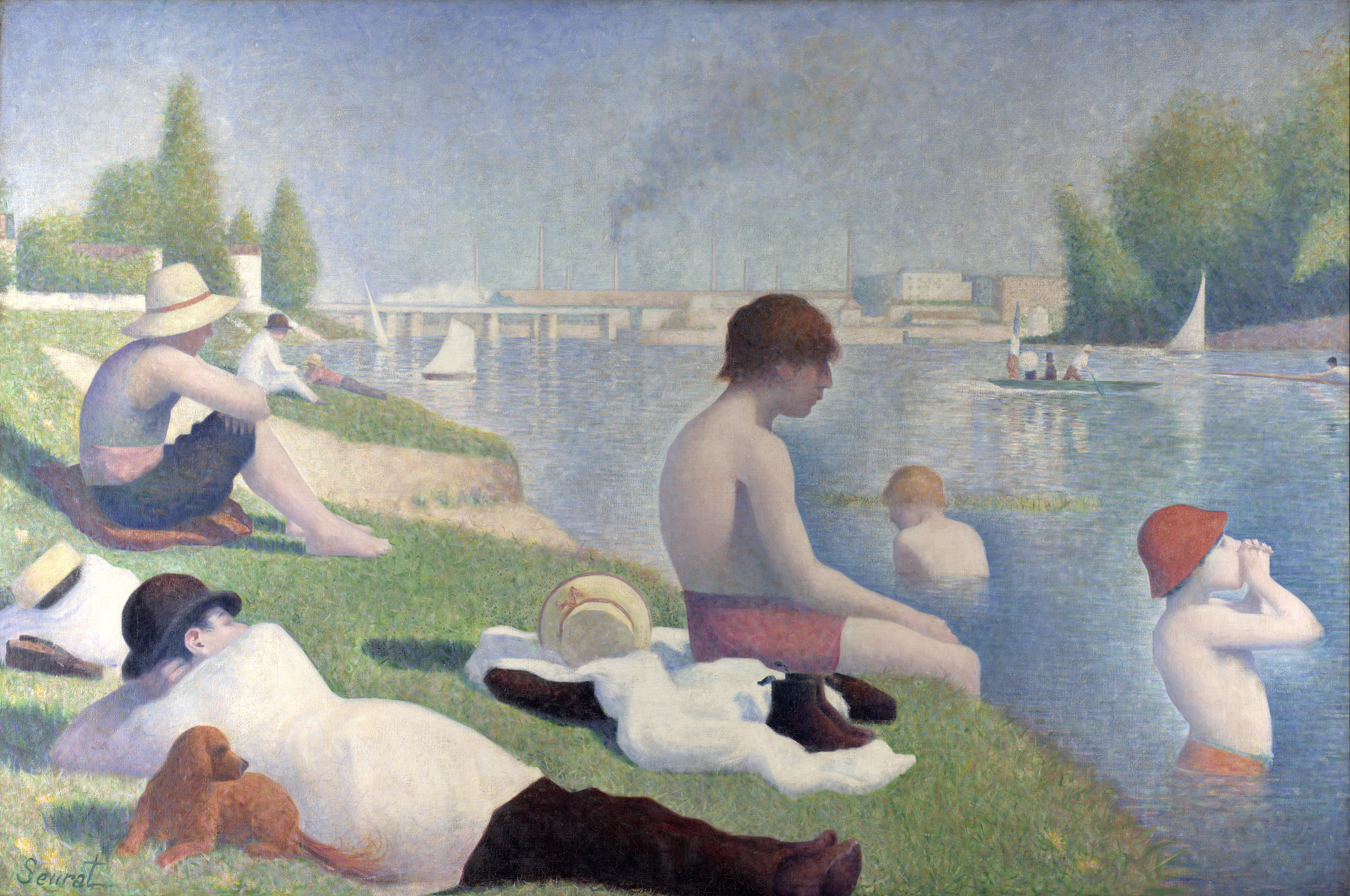
Une baignade à Asnières (1883-1884), Londres, National Gallery.

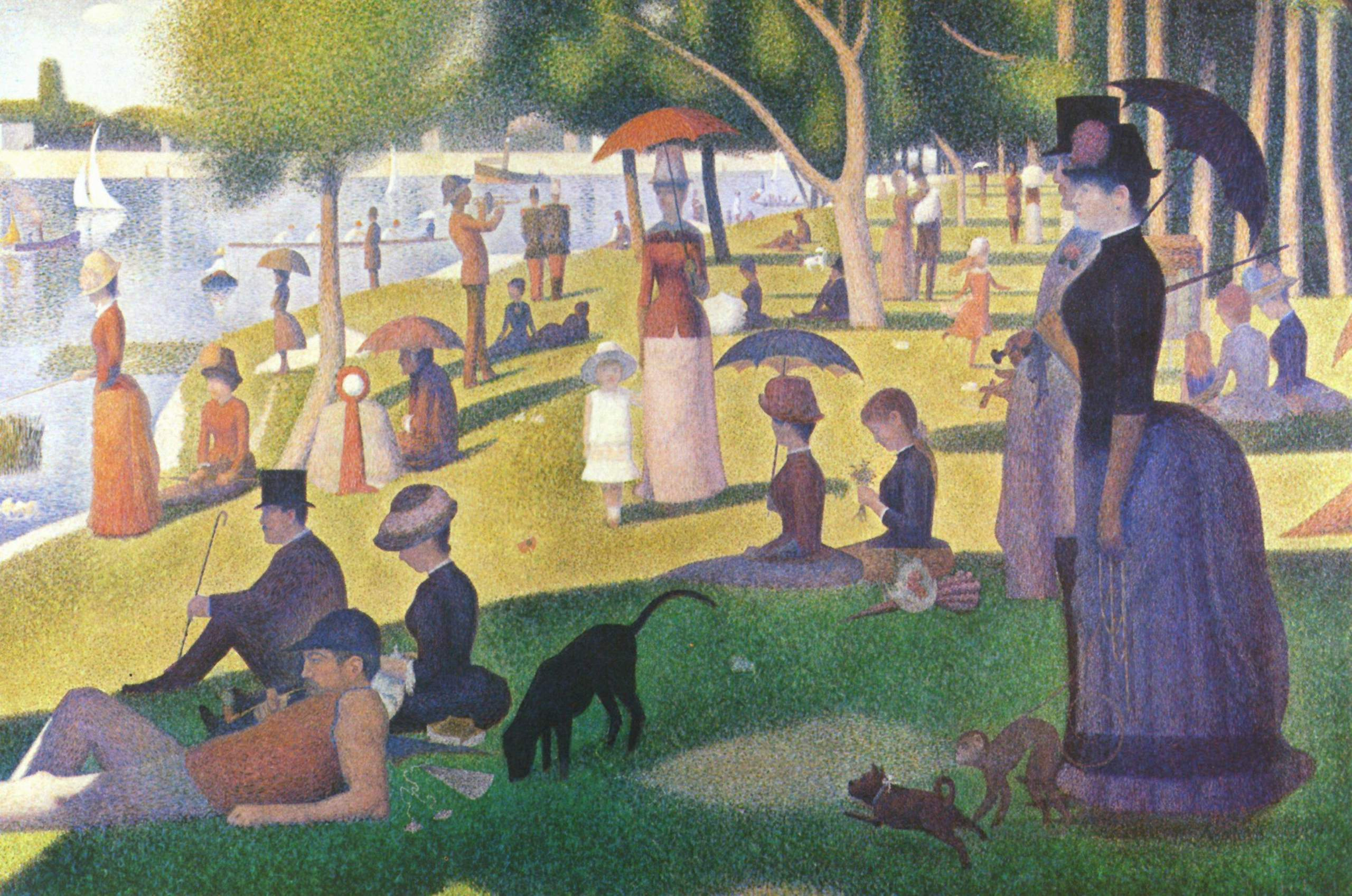
Un dimanche après-midi à l'Île de la Grande Jatte (1884-1886), Art Institute of Chicago.

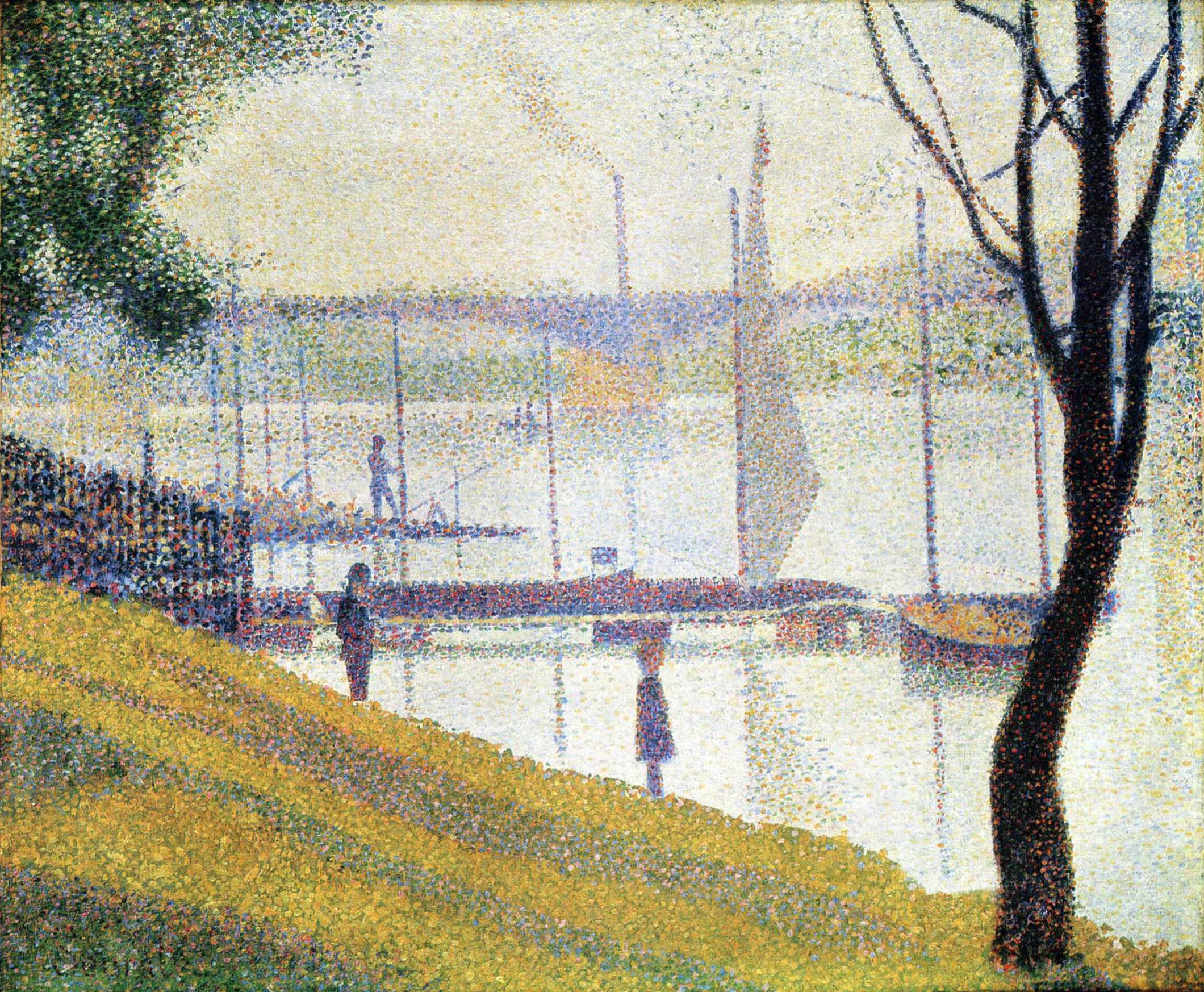
Le Pont de Courbevoie (1886), Londres, Courtauld Gallery.

Georges Seurat, né le 2 décembre 1859 à Paris 5e et mort le 29 mars 1891 à Paris 10e, est un peintre et dessinateur français.
Il est l'inventeur de la technique dite divisionniste, de division du ton, appelée également peinture optique ou chromo-luminarisme, et plus couramment pointillisme.
Considéré avec Cézanne, Gauguin et Van Gogh, comme un des quatre grands peintres du post-impressionnisme, il est le créateur d’œuvres devenues emblématiques de la peinture du XIXe siècle. Son œuvre est restreint (six grandes compositions, une trentaine de marines et scènes de port, environ 160 petites peintures sur panneaux dites croquetons, et environ 800 dessins) mais elle a fortement influencé les avant-gardes du XXe siècle, fauvisme, cubisme, futurisme, mouvements qui se sont revendiqués de lui.
Seurat est l'un des principaux artistes français et a fait l'objet de très nombreuses études par les historiens d'art français et étrangers, notamment André Chastel, Roger Fry, Robert Goldwater, Louis Hautecœur, Robert Louis Herbert (d) , Benedict Nicolson, Walter Pach, Robert Rey, Meyer Schapiro.

## Biographie
Georges Seurat naît le 2 décembre 1859, au 60 rue de Bondy à Paris, dans une famille bourgeoise. Son père Chrysostome Antoine Seurat, un huissier de justice auprès du tribunal de la Seine, est un homme solitaire, un caractère dont hérite son fils. Sa mère, Ernestine Faivre, a une sœur, Anaïs, épouse de Paul Haumonté, marchand de toile et peintre amateur qui comptera dans la première formation du jeune Georges. Georges Seurat peindra sa tante sur son lit de mort en 1887.
Georges Seurat commence à dessiner dès son enfance à l'âge de sept ans. Au début de son adolescence, dans l'école municipale d'art qu'il fréquente, il fait la connaissance d'Edmond Aman-Jean qui sera un de ses amis intimes.
Il est admis à l’École des beaux-arts de Paris en février 1878, dans la section peinture où il fréquente l'atelier d'Henri Lehmann, mais sans briller par ses travaux et mal classé, il abandonne rapidement,. Ces études révèleront, par contre, un excellent dessinateur, captant par un clair-obscur, et des traits affirmés, l'impression visuelle d'un sujet.
En 1879, il décide avec ses amis peintres, Edmond Aman-Jean et Ernest Laurent de prendre en location un atelier, et de suspendre leurs cours à l'École des beaux-arts de Paris.
En novembre 1879, il part effectuer son service militaire à Brest durant un an. il réalise durant cette période de nombreuses esquisses de bateaux, de plages et de la mer. En 1882, il se consacre à la maîtrise du noir et blanc et commence à peindre réellement.
Il invente la technique du chromo-luminarisme — plus couramment appelé pointillisme —, qui s'inspire des écrits théoriques du critique Charles Blanc (Grammaire des arts du dessin, 1867) et de sa lecture de la loi du contraste simultané des couleurs du chimiste Michel-Eugène Chevreul et de la Théorie scientifique des couleurs (1881) d'Ogden Rood. Il achève, en 1884, Une baignade à Asnières (Londres, National Gallery), le premier des six grands tableaux qu'il va peindre dans sa courte vie. Il participe à la formation de la Société des artistes indépendants, ouverte sans jury ni récompenses, et expose Une baignade à Asnières au premier Salon des indépendants avec les jeunes peintres, Paul Signac, Henri-Edmond Cross, Charles Angrand, Maximilien Luce, ainsi que Camille Pissarro. Il est fortement soutenu dans ses recherches picturales par le critique, Félix Fénéon, qui nomme pour la première fois cette nouvelle école le néo-impressionnisme, dans le numéro du 1er mai 1887 de la revue belge L'Art moderne. Félix Fénéon acquerra Une baignade à Asnières après la mort de Seurat et sera son exécuteur testamentaire avec Paul Signac et Maximilien Luce, et l'initiateur du catalogue raisonné de son œuvre, achevé par César Mange de Hauke en 1961.
Seurat et Paul Signac participent à la huitième et dernière exposition des impressionnistes en 1886. Seurat y présente Un dimanche après-midi à l'Île de la Grande Jatte. Camille Pissarro a beaucoup œuvré pour imposer leur participation, qui provoque de vives tensions entre les peintres : Monet, Sisley et Caillebotte refusent d'exposer aux côtés de Seurat. La présence de plusieurs peintres non-impressionnistes à cette exposition (Seurat, Signac mais aussi Odilon Redon) signera la fin des expositions impressionnistes.
Durant l'été 1890, le peintre réside à Gravelines, où il exécute quatre toiles de marines ainsi que quelques dessins et « croquetons », petits panneaux de bois peints qu'il avait ainsi baptisés. Ses paysages assujettissent la nature aux rigoureuses « ponctuations » de sa théorie des couleurs, et il s’en dégage une paix intérieure prenant superbement le pas sur la confusion de la réalité. Il écrit une révision des concordances entre les caractères des tons (sombres ou clairs), des teintes (froides ou chaudes), des lignes (tombantes et tristes ou ascendantes et gaies). À son retour à Paris, il met en projet son tableau Le Cirque qu'il montre, inachevé, au huitième Salon des indépendants.
Il meurt subitement d’une congestion cérébrale, le 29 mars 1891, pendant l'exposition, à l'âge de 31 ans, probablement des suites d'une angine infectieuse (ou diphtérie). Sa famille découvrira à cette occasion qu'il entretenait depuis plusieurs années une liaison avec Madeleine Knobloch, de qui il avait eu un fils, Pierre Georges Knobloch, né le 16 février 1890, et qui devait d'ailleurs mourir deux semaines après son père, de la même infection. Il est inhumé à Paris au cimetière du Père-Lachaise. À la demande de la famille, Félix Fénéon, Paul Signac et Maximilien Luce sont désignés pour procéder à l'inventaire de son atelier.
De son vivant, Georges Seurat ne rencontre qu'indifférence ou mépris de la part de ses contemporains et des critiques, hormis Fénéon. Il se heurte aussi à l'incompréhension de nombreux peintres de son époque, en particulier de la plupart des impressionnistes, ce qui n'est pas surprenant puisqu'il s'oppose à leur doctrine. Ils sont aussi agacés par le sérieux de son œuvre et ses théories scientifiques sur son art pictural. Edgar Degas le caricature en le surnommant « le notaire ». Paul Gauguin lui marque une hostilité non exempte de jalousie parce qu'il tient à être considéré comme le seul vrai novateur,. Son ami Paul Signac dira à son sujet : « Au moment de la mort de Seurat, les critiques rendaient justice à son talent, mais trouvaient qu'il ne laissait aucune œuvre. Il me semble au contraire qu'il a donné tout ce qu'il pouvait donner, et admirablement. Il aurait certainement encore beaucoup produit et progressé, mais sa tâche était accomplie. Il avait tout passé en revue et instauré presque définitivement le blanc et le noir, les harmonies de ligne, la composition, le contraste et l'harmonie de la couleur. Que peut-on demander de plus à un peintre ? »
La première grande exposition consacrée à Seurat a lieu près de dix ans après sa mort dans les locaux de La Revue blanche, boulevard des Italiens à Paris. Elle est organisée par Félix Fénéon, Paul Signac et une disciple de Seurat, Lucie Cousturier. Plus de 300 œuvres sont présentées parce que la famille tient à les vendre. Trois toiles majeures sont vendues : Le Cirque à Signac, Une baignade à Asnières à Fénéon et Un dimanche après-midi à l'Île de la Grande Jatte à Lucie Cousturier. Une cinquantaine de dessins sont vendus, Camille Pissarro en achète une dizaine pour les donner au musée du Luxembourg,.
Une exposition se tient en décembre 1908 chez le marchand Bernheim-Jeune, sans doute à l'initiative de Félix Fénéon. Elle rassemble cinq des six grandes compositions et un grand nombre d'autres toiles et dessins. Dans le catalogue, Fénéon écrivait : « Si l'on sait regarder, cette exposition consacrera une gloire qui, lentement, obscurément et irrésistiblement a grandi depuis 1891. En mars de cette année-là, Georges Seurat mourait. Mais il avait réalisé des œuvres définitives et qui donnent complète la mesure de sa puissance. Une carrière de sept ou huit ans, c'est peu sans doute : non, et il y a dans l'histoire de l'art quelques peintres déjà à qui un temps presque aussi bref a suffi ».

## Les techniques du peintre
« Ils voient de la poésie dans ce que je fais. Non, j'applique ma méthode, et c'est tout ! »

Seurat incarnait une nouvelle génération de peintres qui annonçait la désintégration de l’idéal impressionniste et l’avènement de conceptions nouvelles. Il dépasse avec détermination l’immédiateté de la peinture impressionniste pour élaborer une méthode picturale qu'il prétend fonder sur des lois scientifiques et révolutionner le concept même de l’art figuratif. Son problème étant de trouver un lien entre l’art et la science et, plus précisément, entre la peinture, la physiologie et la psychologie de la perception.
Il était l'exposant le plus important du néo-impressionnisme, mouvement artistique caractérisé par l'application de la théorie du divisionnisme, définie par la division des couleurs en points individuels, ici optiquement inter-réagissant. Sa peinture a pris appui sur la recherche sur les lois de l'optique et de la vision des couleurs complémentaires publiées, depuis 1839, par le chimiste Michel-Eugène Chevreul (loi du contraste simultané des couleurs), déjà connues d'Eugène Delacroix et des impressionnistes, mais jamais appliquées avec une telle rigueur.
Selon la théorie de Chevreul, une couleur n'existe pas en soi, mais seulement par rapport à celles qui l'entourent. À la suite de l'utilisation de ces résultats et ceux du physicien Ogden Rood, en particulier sur sa théorie des couleurs, énoncée dans son livre Modern Chromatics (1879), concernant les phénomènes de décomposition et de recomposition de la lumière, Seurat expérimente une nouvelle technique de peinture appelée pointillisme.
Le procédé consiste à approcher de la toile de nombreux petits points de couleur pure de manière à créer une distance souhaitée grâce au mélange et à la vibration elle-même de la lumière. Si les impressionnistes juxtaposaient de nombreuses taches de couleur pure, Seurat, au lieu de compter sur l'instinct et la perception immédiate, a fondé sa méthode sur une justification scientifique rigoureuse.

## Œuvres
Ses six œuvres principales, peintures définitives pour lesquelles Seurat a réalisé plusieurs dessins et esquisses peintes qu'on retrouve aujourd'hui dans quelques collections publiques ou plus rarement sur le marché de l'art, sont :
- Une baignade à Asnières, 1883-1884, Londres, National Gallery ;
- Un dimanche après-midi à l'Île de la Grande Jatte, 1884-1886, Chicago, Art Institute of Chicago ;
- Les Poseuses, 1886-1888, Philadelphie, Fondation Barnes ;
- Parade de cirque, 1887-1888, New York, Metropolitan Museum of Art ;
- Le Chahut, 1890, Otterlo, musée Kröller-Müller ;
- Le Cirque, 1891, Paris, musée d'Orsay.

Parmi les autres œuvres :
- Paysage avec "Le pauvre pêcheur" de Puvis de Chavannes, 1881, Paris, Musée d'Orsay ;
- Sous-bois à Pontaubert, 1881-1882, New York, Metropolitan Museum of Art ;
- Paysage d'Île-de-France, 1881-1882, Bordeaux, musée des Beaux-Arts ;
- La Banlieue, 1882-1883, Troyes, musée d'Art moderne ;
- Les Pêcheurs à la ligne, 1883, Troyes, musée d'Art moderne ;
- Paysanne assise dans l'herbe, 1883, New York, Musée Solomon R. Guggenheim ;
- Vue de Fort-Samson, 1885, Saint-Pétersbourg, musée de l'Ermitage ;
- Le Bec du Hoc, Grandcamp, 1885, Londres, Tate ;
- Le Pont de Courbevoie, 1886-1887, Londres, Institut Courtauld, Courtauld Gallery ;
- La Grève du Bas-Butin, Honfleur, 1886, Tournai (Belgique), musée des Beaux-Arts de Tournai
- Dimanche, Port-en-Bessin, 1888, Otterlo (Pays-Bas), musée Kröller-Müller
- Port-en-Bessin, avant-port, marée haute, 1888, Paris, musée d'Orsay ;
- Port-en-Bessin, avant-port, marée basse, 1888, Saint-Louis, musée d'Art de Saint-Louis ;
- Port-en-Bessin, le pont et les quais, 1888, Minneapolis, Minneapolis Institute of Arts ;
- Port-en-Bessin, les grues et la percée, 1888, Washington, National Gallery of Art ;
- La Seine à la Grande Jatte, 1888, Bruxelles, Musées royaux des beaux-arts de Belgique ;
- La Tour Eiffel, 1889, San Francisco musée des Beaux-Arts ;
- Jeune femme se poudrant (Madeleine Knobloch), 1890, Londres, Institut Courtauld, Courtauld Gallery ;
- Le Chenal de Gravelines, un soir, 1890, New York, museum of Modern Art ;
- Le Chenal de Gravelines, en direction de la mer, 1890, Indianapolis, musée d'art d'Indianapolis ;
- Le Chenal de Gravelines, Petit Fort Philippe, 1890, Indianapolis, musée d'art d'Indianapolis ;
- La Rade de Grandcamp, collection particulière[20].

Selon Félix Fénéon, Seurat ne dessina qu'une seule couverture d'ouvrage, également déclinée en affiche, pour L'Homme à femmes, de Victor Joze (1890).

### Collections publiques
Liste non exhaustive. Les sources indiquées donnent accès à la visualisation des œuvres. Les lieux sont classés par ordres alphabétiques (pays puis villes et noms).

#### Allemagne
- Cologne, musée Wallraf Richartz : Figure massive dans un paysage, vers 1882, huile sur panneau, 15,7 × 24,9 cm[23].

#### Belgique
- Bruxelles, musées royaux des Beaux-Arts de Belgique : La Seine à la Grande-Jatte, 1888, huile sur toile, 65 × 82 cm[24].
- Tournai, musée des Beaux-Arts : La Grève du Bas-Butin à Honfleur (La Falaise), 1886, huile sur toile, 65,5 × 82 cm[25].

#### États-Unis
- Baltimore, musée d'Art de Baltimore : La Grève du Bas-Butin, Honfleur, étude, 1886, huile sur bois, 17,1 × 26 cm[26].
- Buffalo, Galerie d'Art Albright-Knox : Le Chahut, étude, 1889, huile sur toile, 55,2 × 47 cm[27].
- Chicago, Art Institute of Chicago :
  - Baigneurs à Asnières, étude finale, 1883, huile sur bois, 15,8 × 25,1 cm[28] ;
  - La Grande-Jatte, étude, 1889, huile sur bois, 15,5 × 24,3 cm[29] ;
  - Un dimanche à la Grande-Jatte, 1884, huile sur toile, 207,5 × 308,1 cm[30].
- Indianapolis, musée d'Art d'Indianapolis : Le Chenal de Gravelines, Petit-Fort-Philippe, 1890, huile sur toile, 73,3 × 92,1 cm[31].
- Minneapolis, Minneapolis Institute of Art : Port-en-Bessin, 1888, huile sur toile, 66 × 83,2 cm[32].
- New York :
  - Metropolitan Museum of Art :
    - Paysage à Saint-Ouen, 1878 ou 1879, huile sur bois monté sur bois, 17,5 × 26,4 cm[33];
    - Sous-bois à Pontaubert, 1881, huile sur toile, 71,9 × 62,5 cm[34] ;
    - Un Homme s'appuyant sur un parapet, vers 1881, huile sur bois, 16,5 × 12,4 cm[35] ;
    - Le Moissonneur, 1881-1882, huile sur bois, 16,5 × 25,1 cm[36] ;
    - Le Jardinier, 1882-1883, huile sur bois, 15,9 × 24,8 cm[37] ;
    - Vue de la Seine, 1882-1883, huile sur bois, 15,9 × 24,8 cm[38] ;
    - Un Dimanche à la Grande-Jatte, étude, 1884, huile sur bois, 15,6 × 24,1 cm[39] ;
    - Étude pour Un Dimanche à la Grande-Jatte, étude, 1884, huile sur toile, 70,5 × 104,1 cm[40] ;
    - Temps gris à la Grande-Jatte, vers 1886-1888, huile sur toile, 70,5 × 86,4 cm[41] ;
    - Parade de cirque, 1887-1888, huile sur toile, 99,7 × 149,9 cm[42].

  - musée Solomon R. Guggenheim :
    - Paysan à la houe, 1882, huile sur toile, 46,2 × 56,2 cm[43] ;
    - Paysannes au travail, 1882-1883, huile sur toile, 38,7 × 46 cm[44] ;
    - Place de la Concorde, l’hiver, 1882-1883, crayon sur papier vergé, 23,2 × 30,8 cm[45] ;
    - Paysanne assise dans l’herbe, 1883, huile sur toile, 38,1 × 46,2 cm[46] ;
    - Cheval dans un champ, 1884, huile sur toile, 34,9 × 41 cm[47].

  - Museum of Modern Art :
    - Grandcamp, le Soir, 1885, huile sur toile, 66,2 × 82,4 cm[48] ;
    - Honfleur, un soir, embouchure de la Seine, 1886, huile sur toile, 78,3 × 94 cm[49] ;
    - Port-en-Bessin, entrée du Port, 1888, huile sur toile, 54,9 × 61,5 cm[50] ;
    - Le Chenal de Gravelines, le soir, marine avec des ancres, 1890, huile sur toile, 65,4 × 81,9 cm[51].
- Pasadena, Norton Simon Museum : Les Casseurs de pierres, Le Raincy, vers 1882, huile sur toile, 37,5 × 45,4 cm[52].
- Philadelphie, Fondation Barnes :
  - Groupe de personnages - Étude pour “Un dimanche à la Grande-Jatte”, 1884-1885, huile sur bois, 15,4 × 24,8 cm[53] ;
  - Deux Voiliers à Grandcamp, vers 1885, huile sur bois, 15,8 × 25 cm[54] ;
  - Quatre Bateaux à Grandcamp, vers 1885, huile sur bois, 16 × 25 cm[55] ;
  - Entrée du port de Honfleur, 1886, huile sur toile, 54,3 × 65,1 cm[56] ;
  - Poseuses, 1886-1888, huile sur toile, 200 × 249,9 cm[57] ;
  - L'Homme à femmes, 1891, huile sur bois, 25 × 16 cm[58].
- Saint-Louis, musée d'Art de Saint-Louis : Port-en-Bessin : avant-port, marée basse, 1888, huile sur toile, 54,3 × 66,7 cm[59].
- San Francisco, musée des Beaux-Arts :
  - Soldat et personnages, 1880, issu de carnet de croquis de Brest, mine de plomb et crayons de couleur sur papier vélin blanc, 14,9 × 23,7 cm ;
  - La Tour Eiffel, vers 1889, huile sur bois, 24,1 × 15,2 cm.
- Washington, National Gallery of Art.
  - Faneuses à Montfermeil, vers 1882, huile sur bois, 15,6 × 24,8 cm[60] ;
  - Paysan à la houe, vers 1882, huile sur bois, 14,6 × 24,1 cm[61] ;
  - Homme à la houe, vers 1882, huile sur bois, 15,9 × 24,8 cm[62];
  - Meules de foin (vers 1882) huile sur bois, 15,9 × 24,8 cm[63] ;
  - Personnages dans un paysage, vers 1883, huile sur bois, 15,9 × 24,8 cm[64] ;
  - Baigneurs, étude pour Baigneurs à Asnières, 1883-1884, huile sur bois[65];
  - Chevaux et bateaux, étude pour Baigneurs à Asnières, 1883-1884, huile sur bois, 15,9 × 25,1 cm[66];
  - Le Phare de Honfleur, 1886, huile sur toile, 66,7 × 81,9 cm[67];
  - Marine (Port-en-Bessin), 1888, huile sur toile, 65,1 × 80,9 cm[68];
  - Marine (Gravelines), 1890, huile sur bois, 16 × 25 cm[69].

#### France
- Bordeaux, musée des Beaux-Arts : Paysage d'Île de France, 1881-1882, huile sur toile, 32,5 × 40,7 cm[70].
- Lille, palais des Beaux-Arts : Paysage, 1885, huile sur bois, 16 × 24 cm[71].
- Paris, musée d'Orsay :
  - Paysage rose, vers 1879, huile sur bois, 16,5 × 25,5 cm[72] ;
  - Le Petit Paysan en bleu, vers 1882, huile sur toile, 46 × 38 cm[73] ;
  - Lisière de bois au printemps, 1882-1883, huile sur bois, 16,5 × 26 cm[74] ;
  - Allée en forêt, Barbizon, 1883, huile sur bois, 16,3 × 25,5 cm[75] ;
  - Une baignade à Asnières, étude, 1883, huile sur bois, 15,5 × 25 cm[76] ;
  - Arbres, hiver, 1883, huile sur bois, 15,4 × 25 cm[77] ;
  - Un dimanche après-midi à l'île de la Grande Jatte, étude, 1884, huile sur bois, 15,5 × 25 cm[78] ;
  - Femmes assises et voiture d'enfant - Étude pour "Un Dimanche après-midi à l'île de la Grande Jatte", entre 1884 et 1886, huile sur bois, 16 × 25 cm[79] ;
  - Ruines à Grandcamp, 1885, huile sur bois, 15,7 × 25 cm[80] ;
  - Poseuse debout, de face, 1886, huile sur bois, 25 × 15,7 cm[81] ;
  - Poseuse de face, 1887, huile sur bois, 25 × 15,8 cm[82] ;
  - Poseuse de profil, 1887, huile sur bois, 24,7 × 15,5 cm[83] ;
  - Poseuse de dos, 1887, huile sur bois, 24 × 15,3 cm[84] ;
  - Port-en-Bessin, avant-port, marée haute, 1888, huile sur toile, 66 × 82 cm[85] ;
  - Le Cirque, 1891, huile sur toile, 186 × 152 cm[86].
- Saint-Tropez, musée de l'Annonciade : Chenal de Gravelines, 1890, huile sur bois, 16 × 25 cm[87].
- Troyes, musée des Beaux-Arts :
  - La Banlieue, 1882-1883, huile sur toile, 32,4 × 40,5 cm[88],[89];
  - Les Pêcheurs à la ligne, étude pour la Grande-Jatte, 1883, huile sur bois, 16 × 25 cm[90].

#### Japon
- Hakone, musée Pola : Marée basse à Grandcamp, 1885, huile sur toile, 66 × 82 cm[91].
- Hiroshima, musée d'Art de Hiroshima : Vers le Bourg, 1883, huile sur bois, 15,6 × 24,9 cm[92].

#### Pays-Bas
- Otterlo, musée Kröller-Müller :
  - Coin d'un bassin à Honfleur, 1886, huile sur toile, 79,5 × 63 cm[93] ;
  - Bout de la jetée à Honfleur, 1886, huile sur toile, 46 × 55 cm[94] ;
  - Port-en-Bessin, un dimanche, 1888, huile sur toile, 66 × 82 cm[95] ;
  - Le Chahut, 1888-1890, huile sur toile, 170 × 141 cm[96] ;
  - Le Chenal de Gravelines : direction de la mer, 1890, huile sur toile, 73,5 × 92,3 cm[97].

#### Royaume-Uni
- Bristol, Bristol City Museum and Art Gallery : Coucher de soleil, vers 1881, huile sur bois, 15,2 × 24,8 cm[98].
- Cambridge, Fitzwilliam Museum :
  - La Rue Saint-Vincent, Paris au printemps, vers 1884, huile sur bois, 24,7 × 15,5 cm[99] ;
  - Couple marchant, étude pour “Un dimanche après-midi à l'île de la Grande Jatte”, vers 1884-1886, huile sur toile, 81 × 65 cm[100].
- Édimbourg, Scottish National Gallery of Modern Art : 
  - La Luzerne, Saint-Denis, 1885, huile sur toile, 65,3 × 81,3 cm[101] ;
  - Une Baignade, étude, vers 1883, huile sur bois, 15,9 × 25 cm[102].
- Glasgow, Kelvingrove Art Gallery and Museum :
  - Garçon assis dans un pré, vers 1882-1883, huile sur toile, 63,5 × 79,6 cm[103] ;
  - Les Berges, vers 1882-1883, huile sur bois, 16 × 25 cm[104].
- Liverpool,Walker Art Gallery : Maisons blanches à Ville-d'Avray, vers 1882, huile sur toile, 33 × 46 cm[105].
- Londres :
  - Institut Courtauld :
    - Bateau près de la berge, vers 1883, huile sur bois, 15 × 24 cm[106] ;
    - Homme peignant un bateau, vers 1883, huile sur bois, 15,9 × 25 cm[107] ;
    - Homme dans un bateau, vers 1884, huile sur bois, 17,6 × 26,8 cm[108] ;
    - Pont à Courbevoie, 1886-1887, huile sur toile, 46,4 × 55,3 cm[109] ;
    - Jeune Femme se poudrant, 1888-1890, huile sur toile, 95,5 × 79,5 cm[110] ;
    - Le Chahut, étude, vers 1889, huile sur bois, 21,8 × 15,8 cm[111] ;
    - Plage à Gravelines, 1890, huile sur bois, 16 × 24,5 cm[112].

  - National Gallery :
    - Arc-en-ciel, étude pour “Une baignade à Asnières”, 1883, huile sur bois, 15,5 × 24,5 cm[113] ;
    - La Seine à Asnières, vers 1883, huile sur bois, 15,8 × 24,7 cm[114] ;
    - Une baignade à Asnières, étude, 1883-1884) huile sur bois, 15,2 × 25 cm[115] ;
    - Une baignade à Asnières, 1884, huile sur toile, 201 × 300 cm[116] ;
    - La Grande-Jatte, étude, 1884-1885, huile sur bois, 17,5 × 26 cm[117] ;
    - La Grande-Jatte, étude, 1884-1885, huile sur bois, 16 × 25 cm[118] ;
    - Promenade le matin, 1885, huile sur bois, 24,9 × 15,7 cm[119] ;
    - La Seine vue depuis la Grande-Jatte, 1888, huile sur bois, 17,5 × 25 cm[120] ;
    - Le Chenal de Gravelines : Grand Fort-Philippe, 1890, huile sur toile, 65 × 81 cm[121].

  - Tate Britain :
    - Vêtements sur l'herbe, 1883, huile sur bois, 16,2 × 24,8 cm[122] ;
    - Le Bec du Hoc, Grandcamp, 1885, huile sur toile, 64,8 × 81,6 cm[123].

#### Russie
- Saint-Pétersbourg, musée de l'Ermitage : Fort Samson, Grandcamp, 1885, huile sur toile, 65 × 81,5 cm[124].

#### Suède
- Stockholm, Nationalmuseum : Le Pont Bineau, huile sur bois, 14,5 × 24 cm[125].

#### Suisse
- Zurich, Kunsthaus :
  - Le Jardinier, vers 1882, huile sur bois, 15,7 × 24,7 cm[126] ;
  - La Grande-Jatte, étude, 1884-1885, huile sur bois, 15,6 × 25,2 cm[127] ;
  - Parade de cirque, étude, 1887, huile sur bois, 16,5 × 26 cm[128].

Œuvres de Georges Seurat
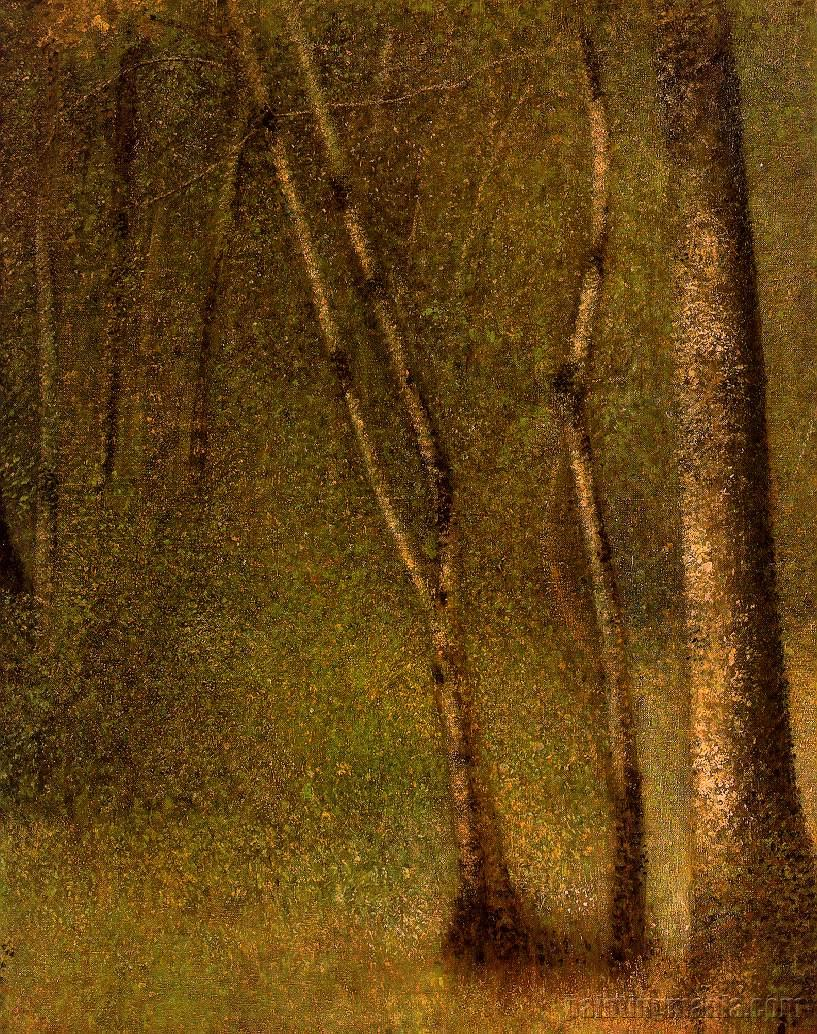
Sous-bois à Pontaubert (1881-1882), New York, Metropolitan Museum of Art.
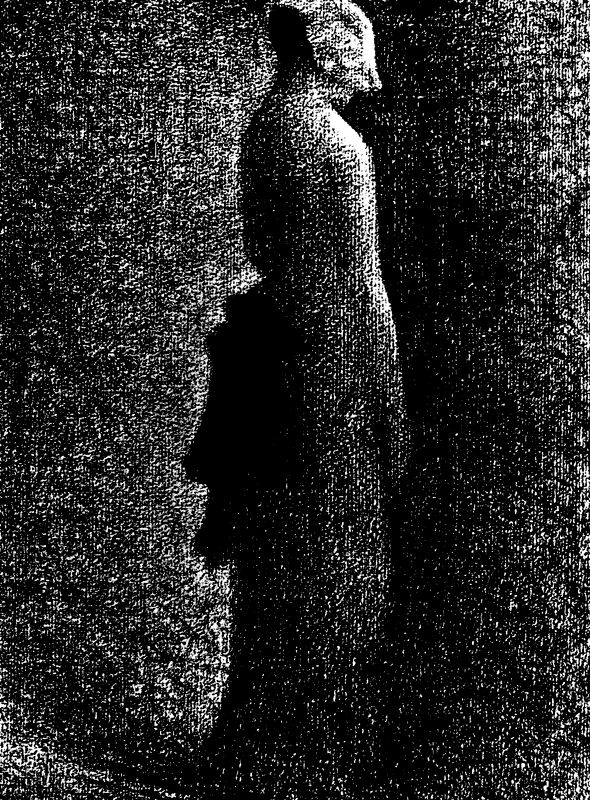
Le Nœud noir (vers 1882), Paris, musée d'Orsay.
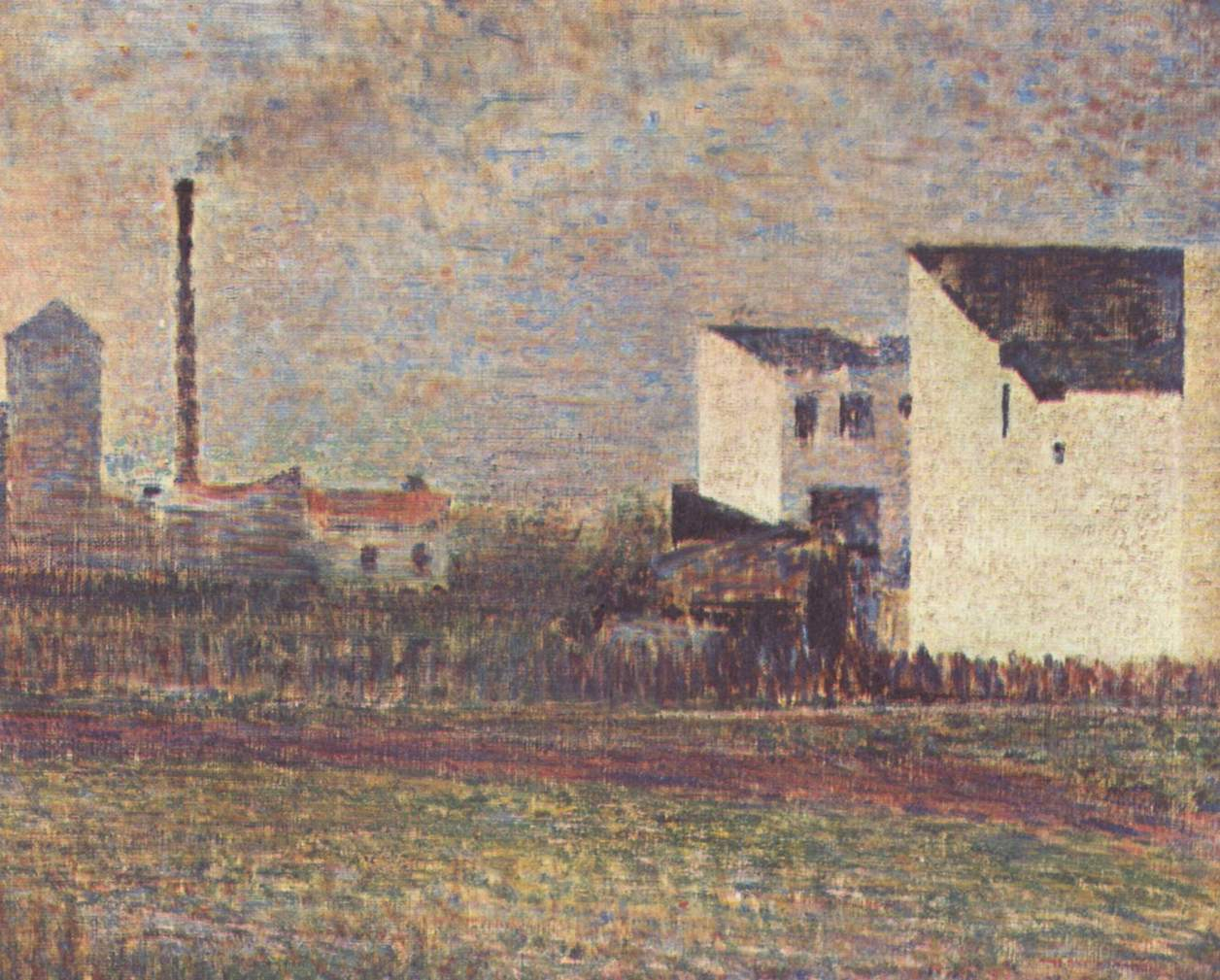
La Banlieue (1882-1883), musée d'Art moderne de Troyes.
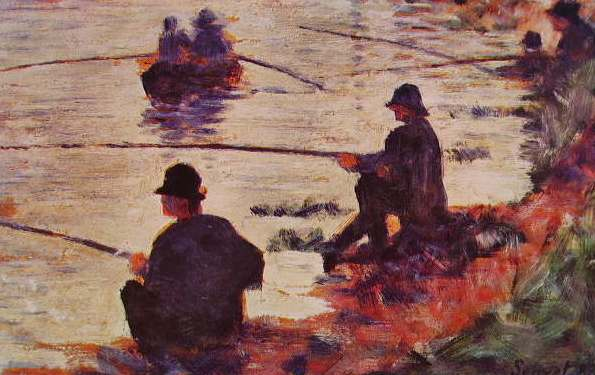
Les Pêcheurs à la ligne (1883), musée d'Art moderne de Troyes.
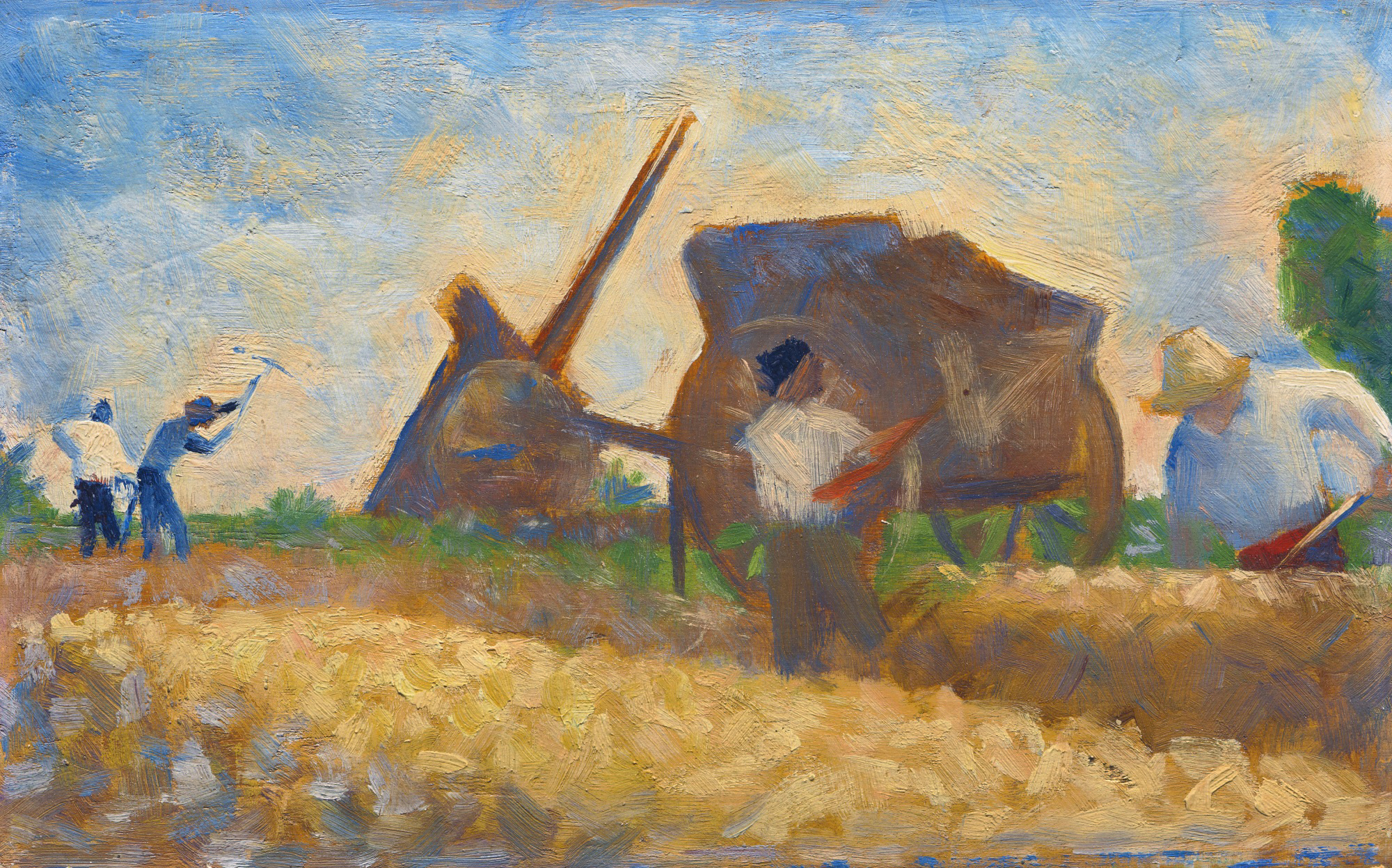
Les Terrassiers (1883), Washington, National Gallery of Art.
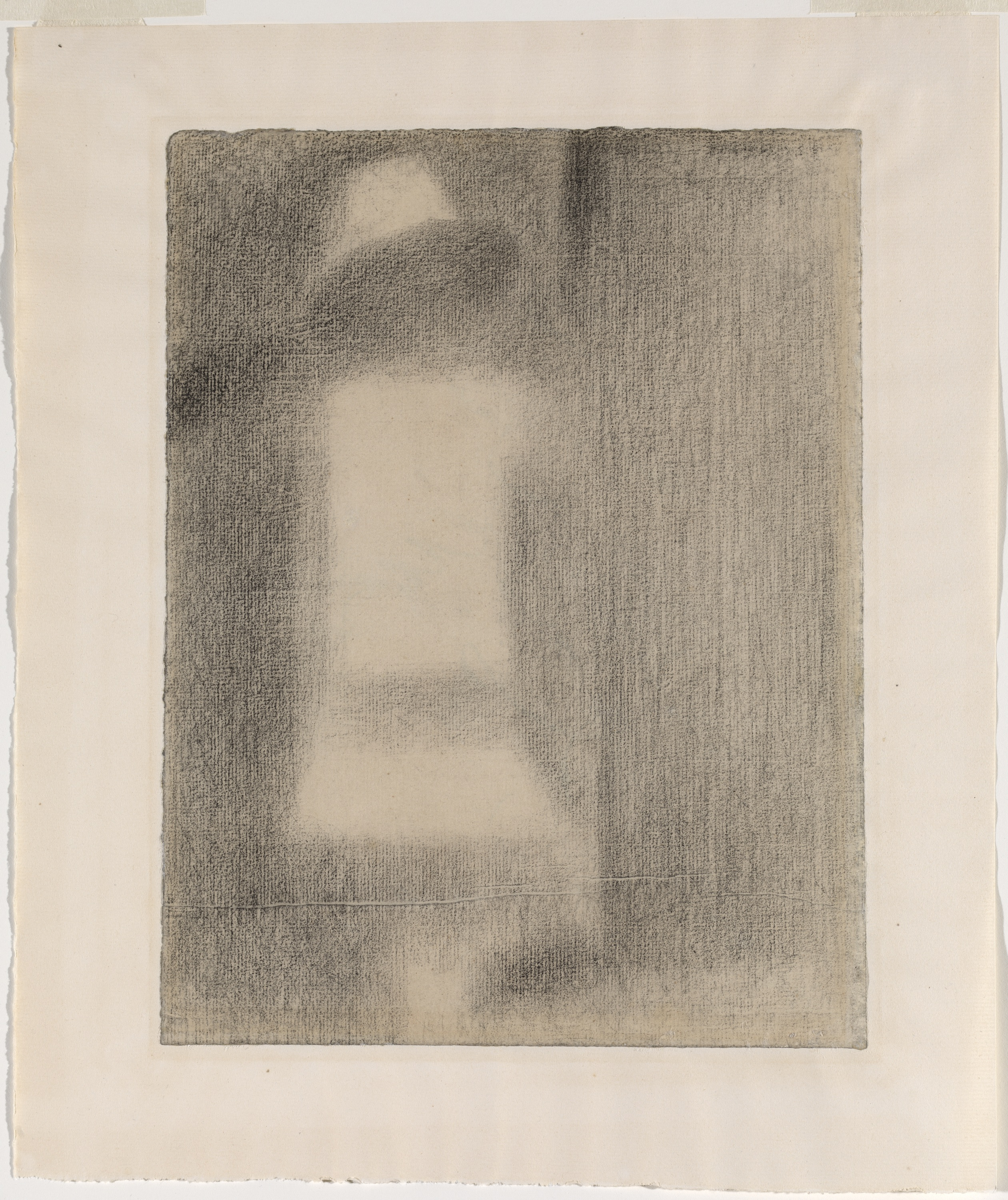
L'Enfant en blanc (1884-1885), New York, musée Solomon R. Guggenheim.
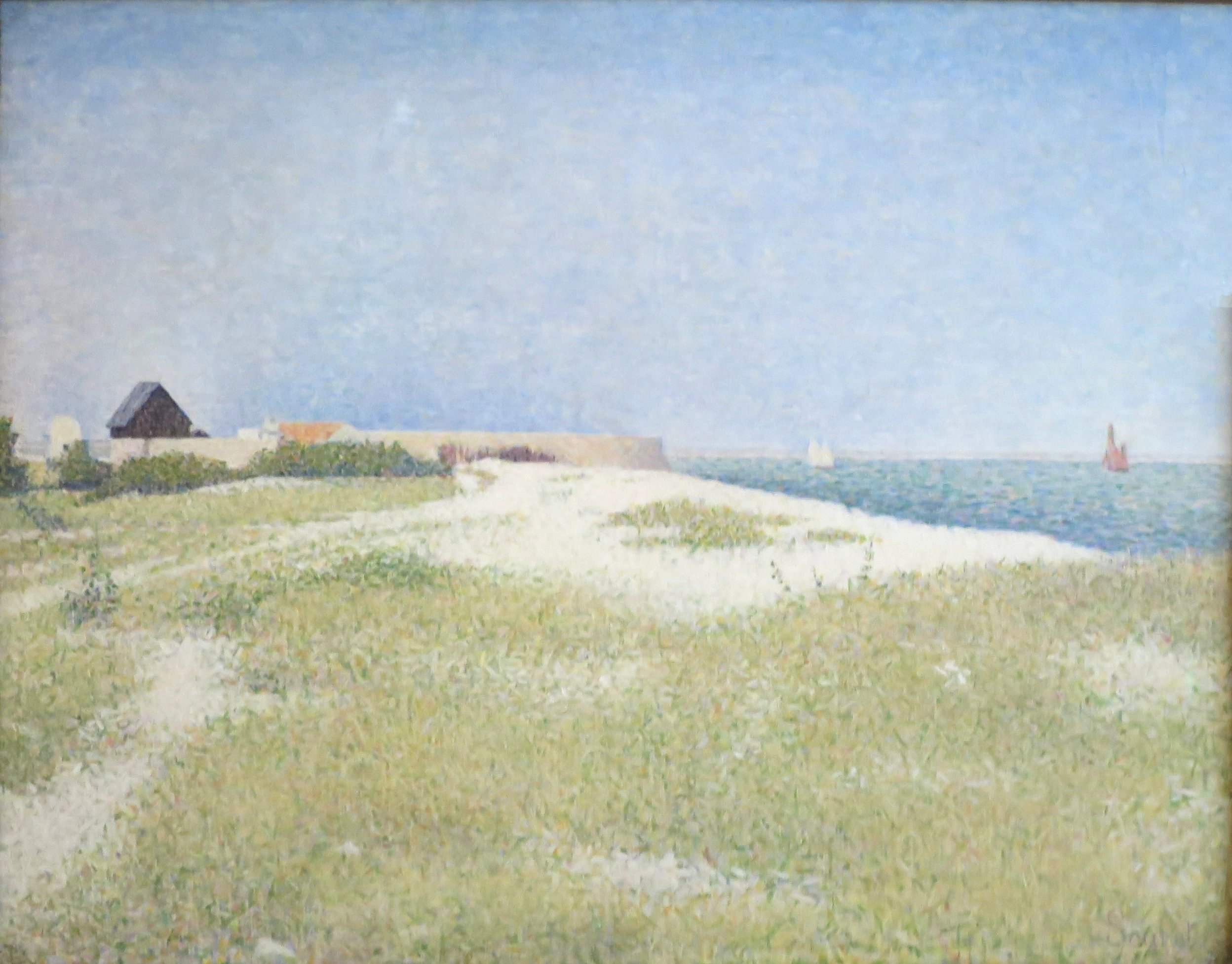
Vue de Fort-Samson (1885), Saint-Pétersbourg, musée de l'Ermitage[129].
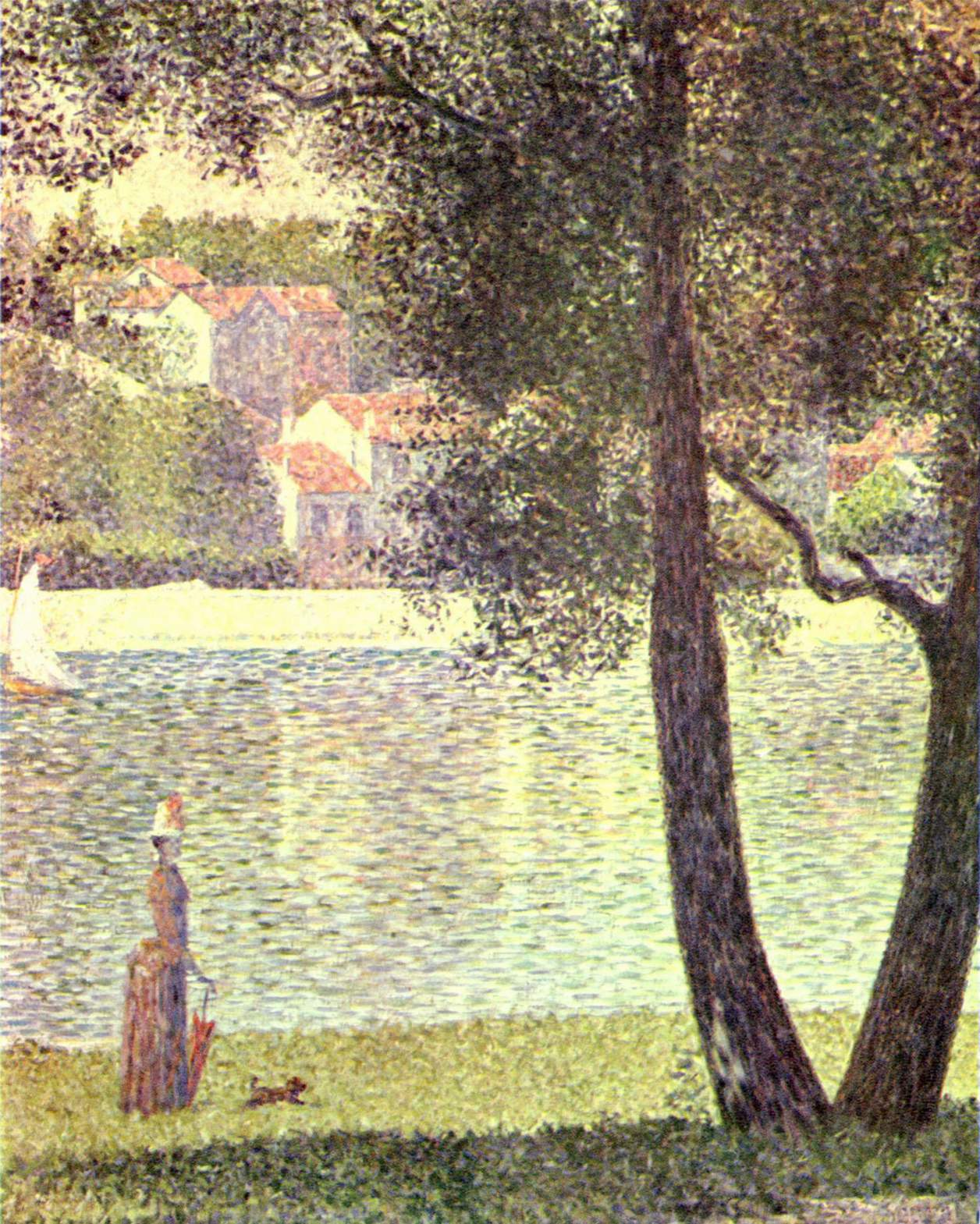
La Seine à Courbevoie (1885), collection particulière.
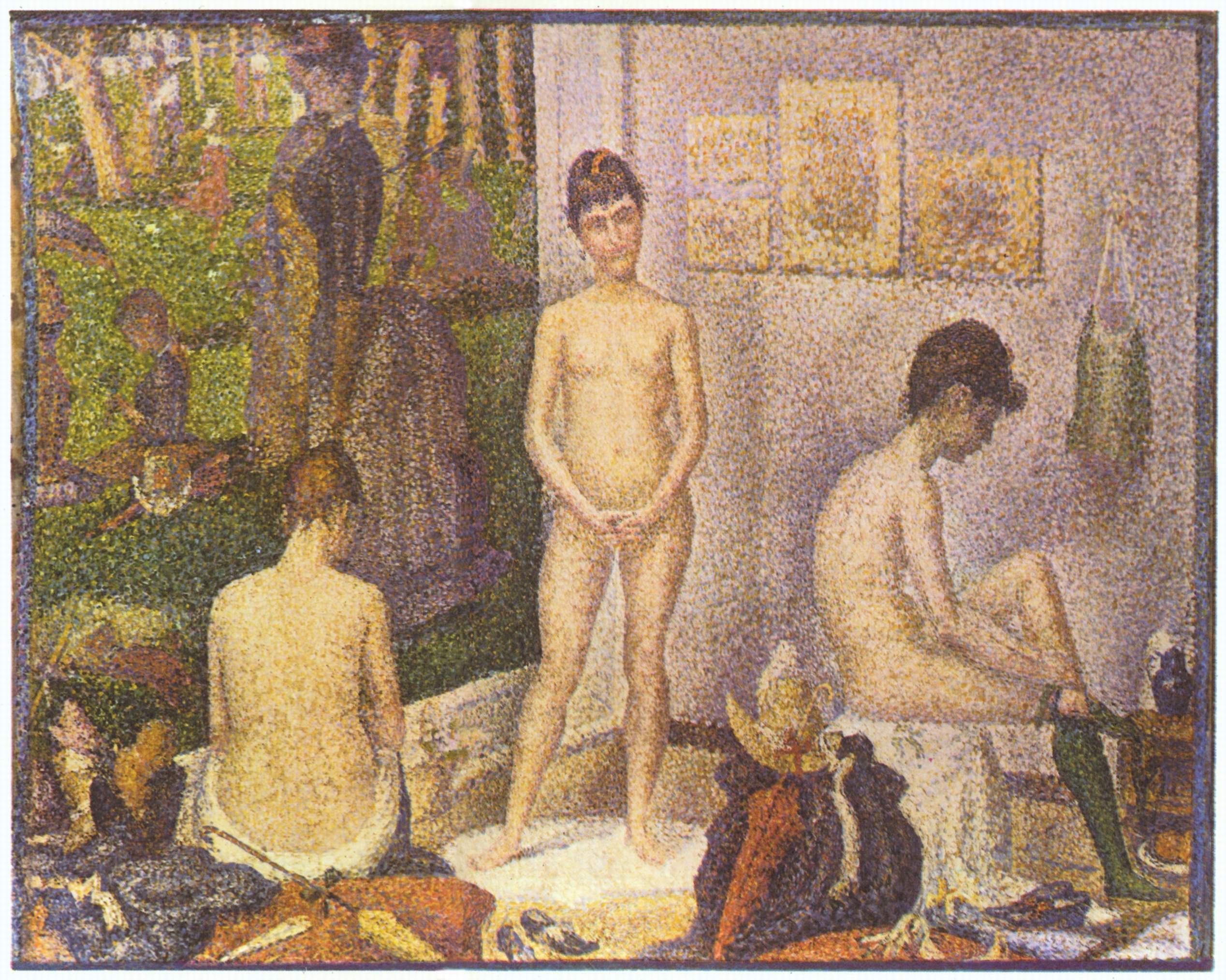
Les Poseuses (1886-1888), Philadelphie, Fondation Barnes.
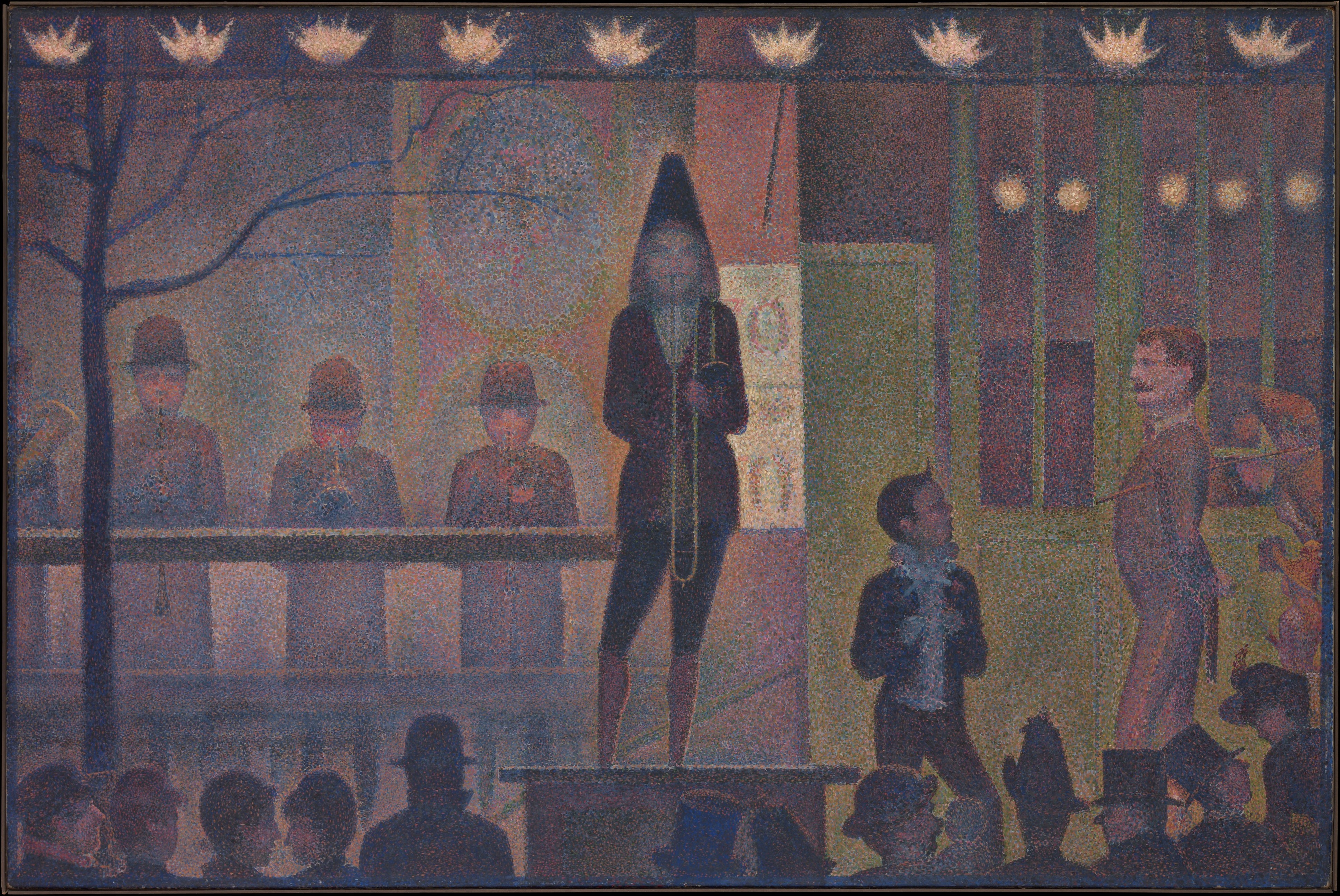
Parade de cirque (1887-1888), New York, Metropolitan Museum of Art.
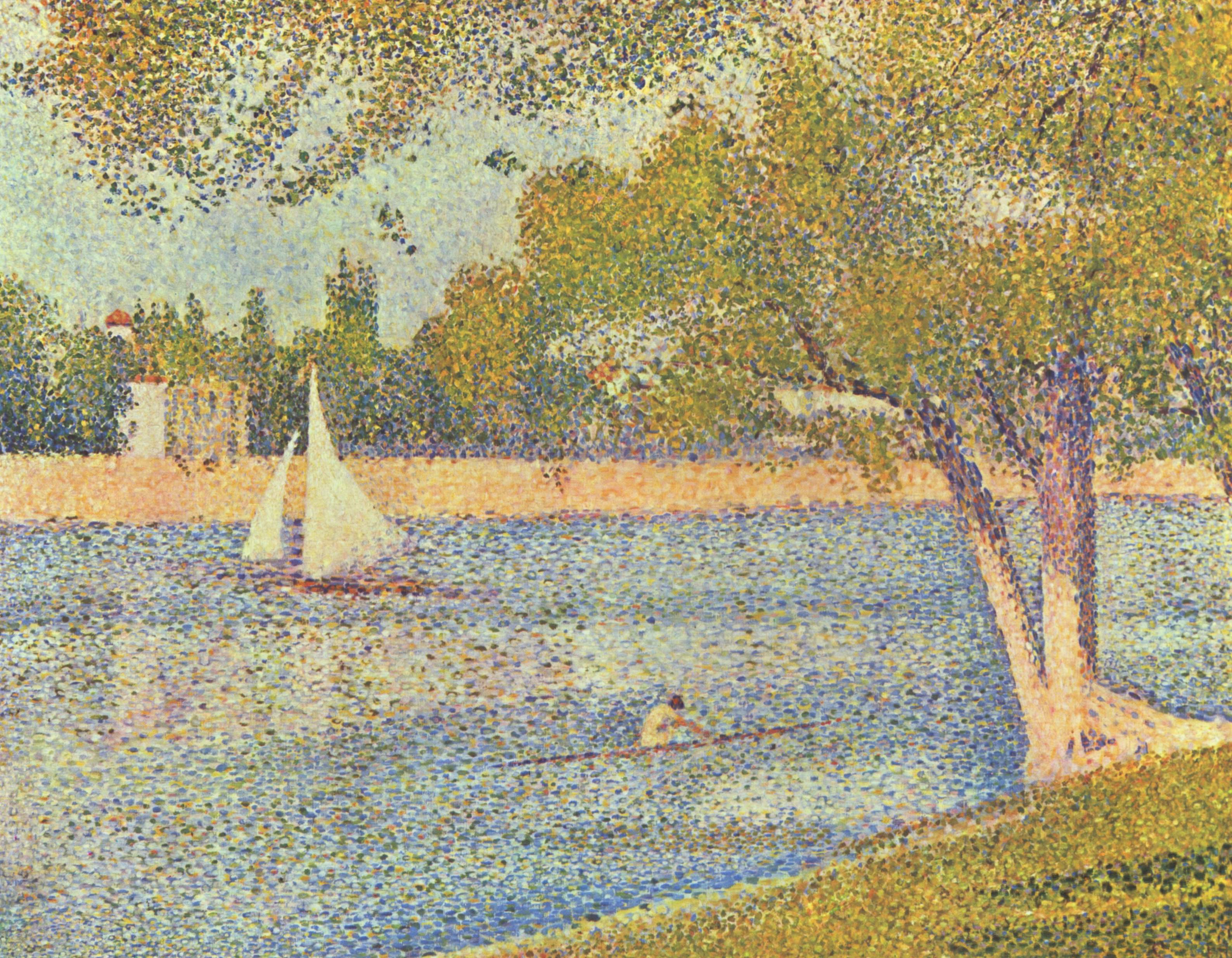
La Seine à la Grande Jatte. Printemps (1888), Bruxelles, musées royaux des Beaux-Arts de Belgique.
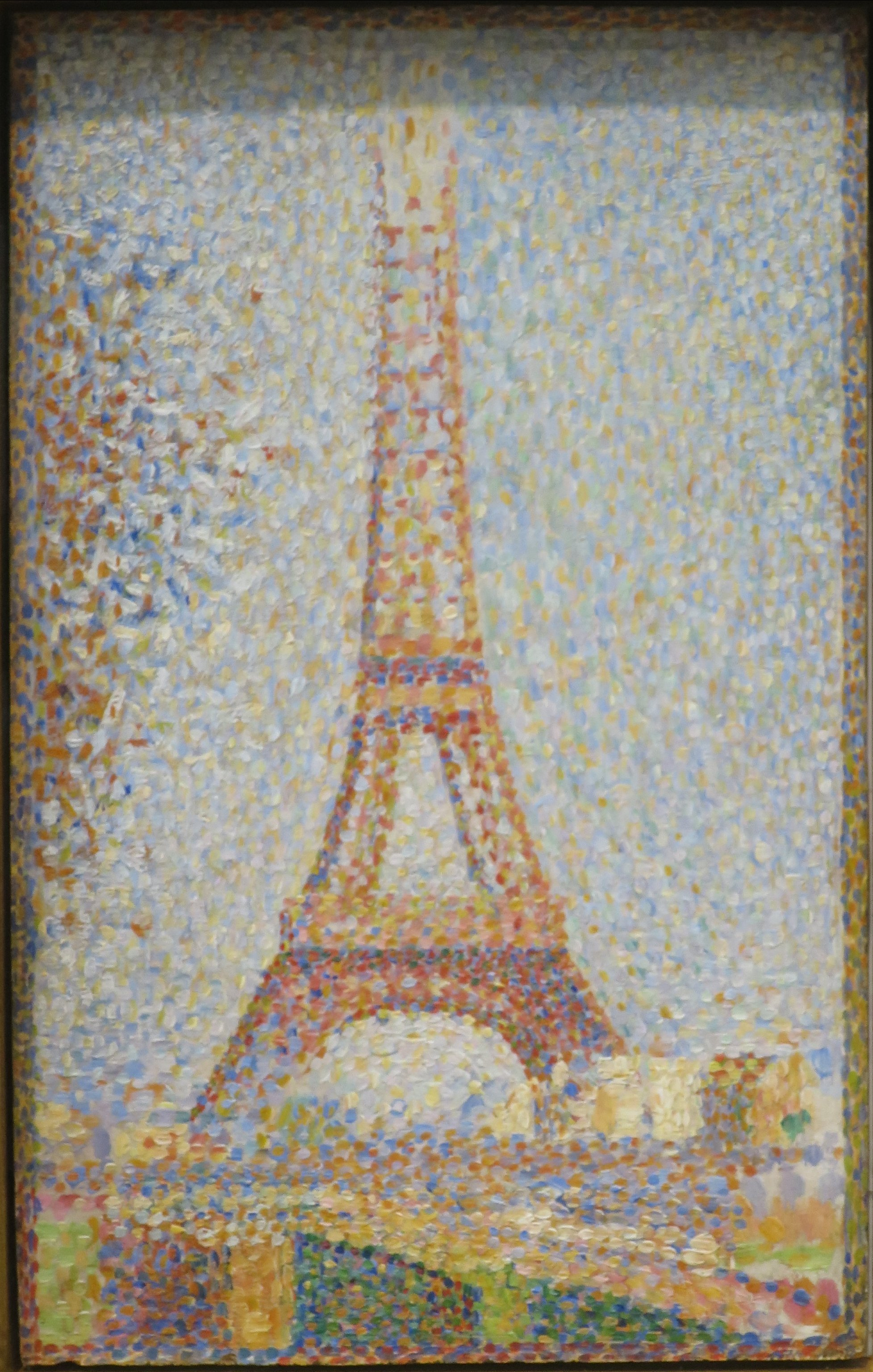
La Tour Eiffel (1889), musée des Beaux-Arts de San Francisco.
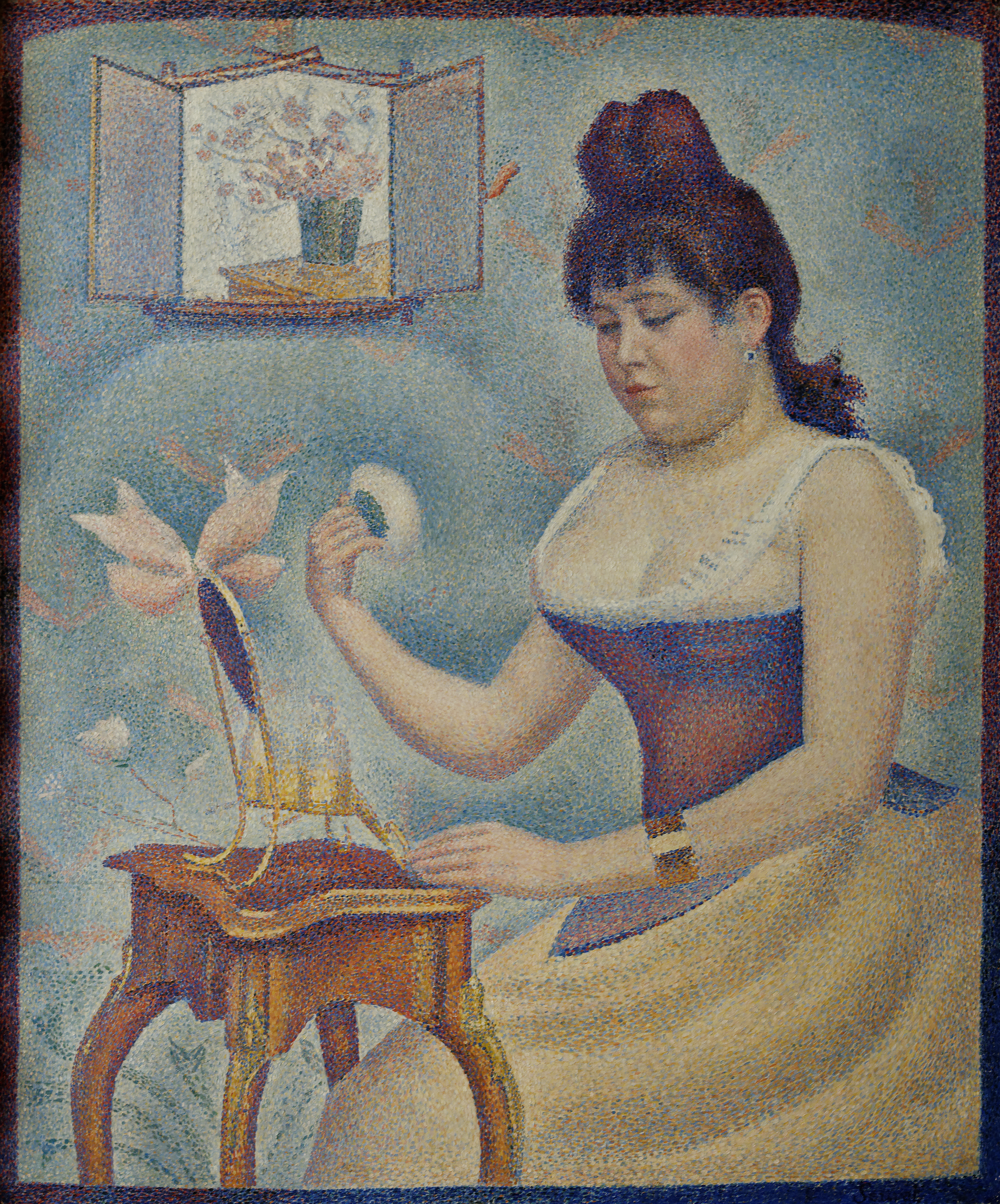
Jeune femme se poudrant (1889-1890), Londres, Institut Courtauld.
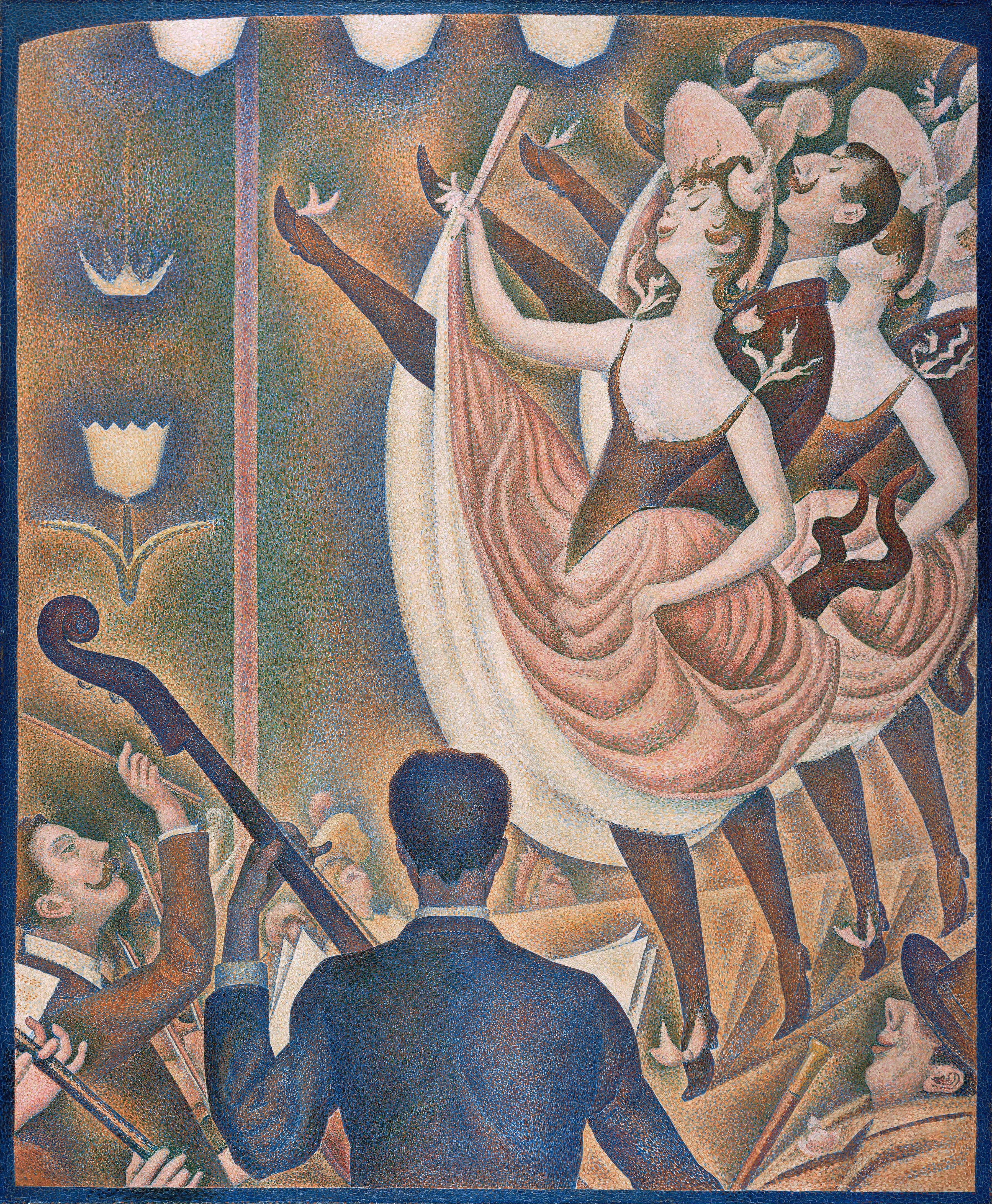
Le Chahut (1890), Otterlo, musée Kröller-Müller.
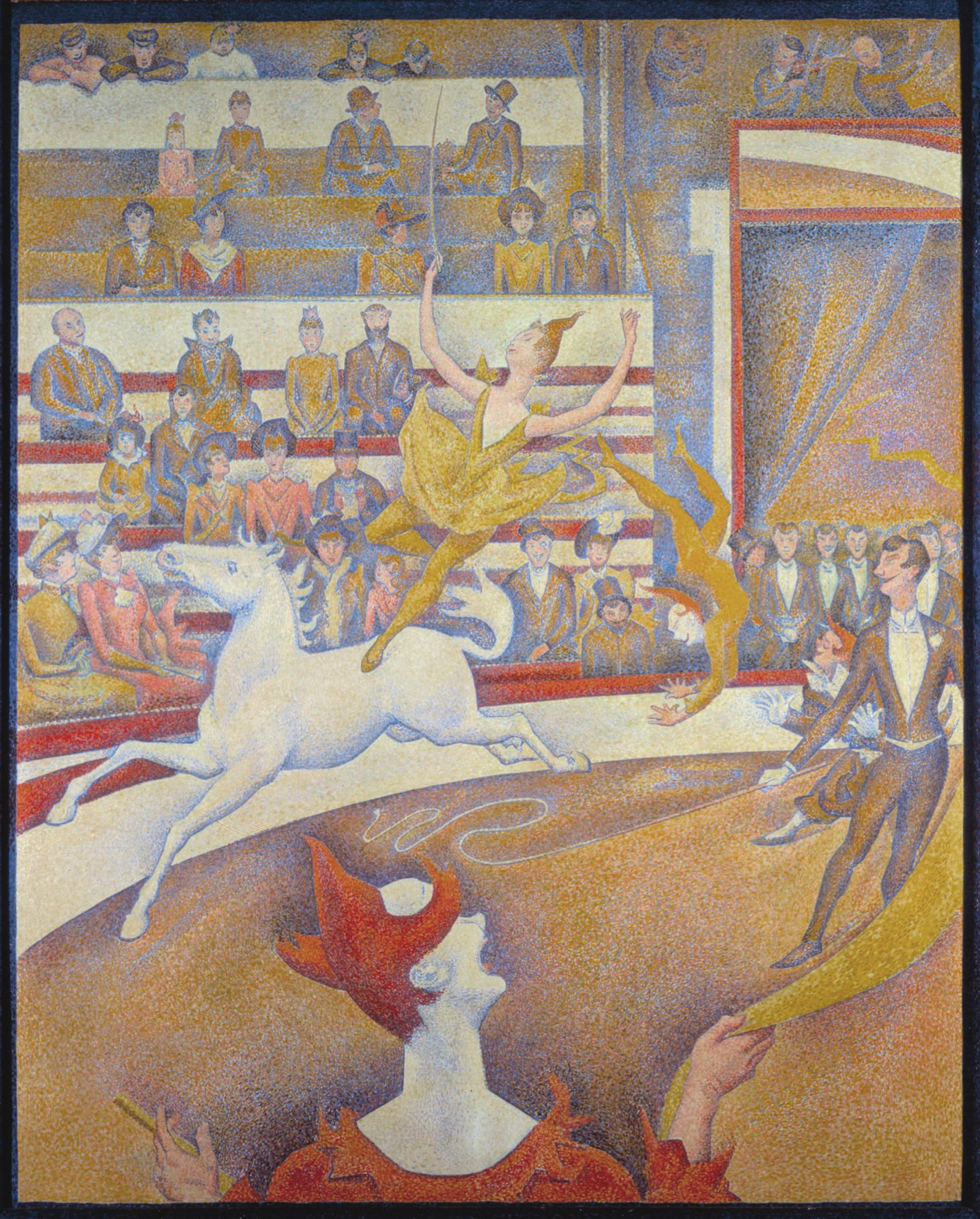
Le Cirque (1891), Paris, musée d'Orsay.
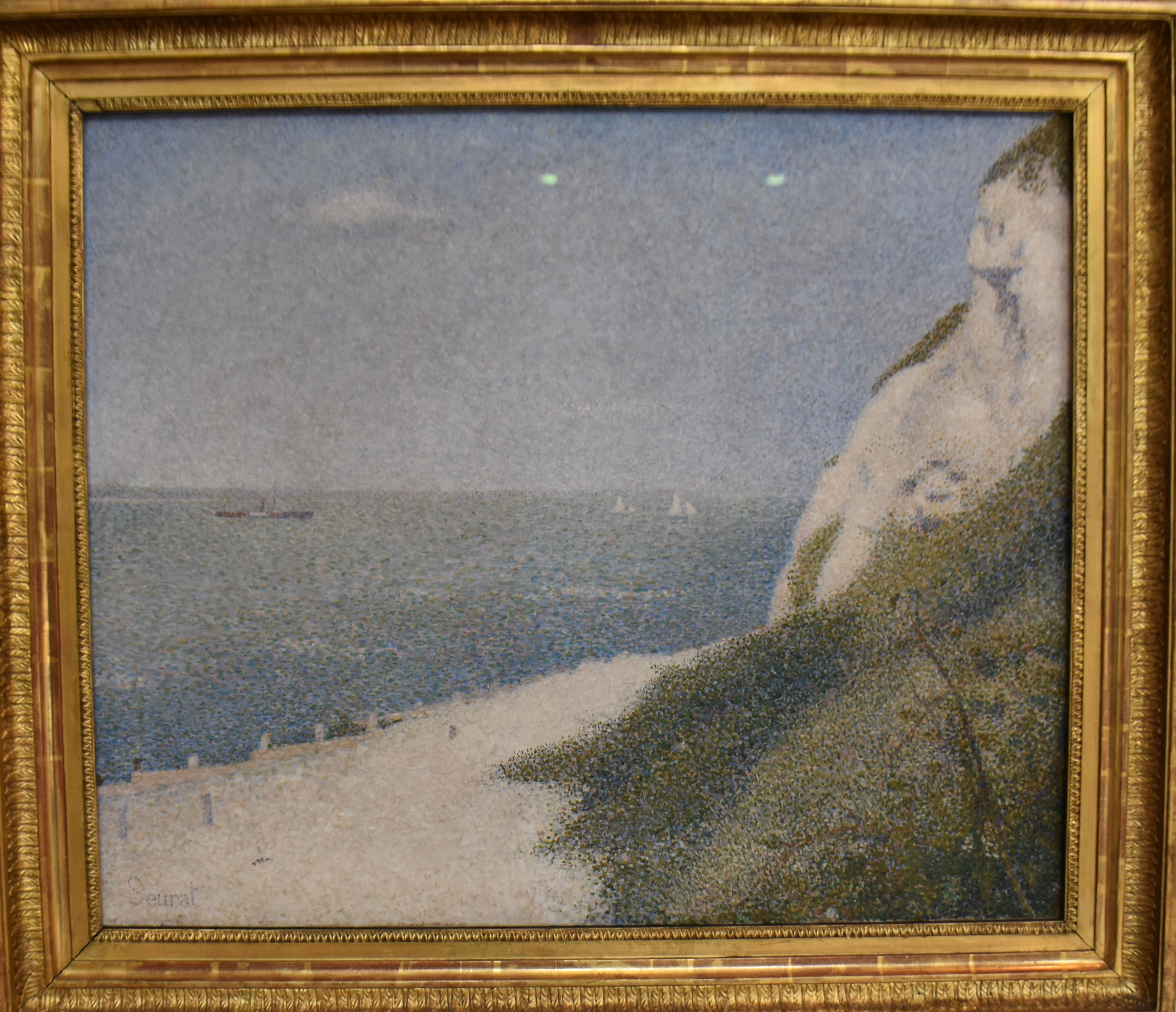
La grève du Bas-Butin à Honfleur Musée des Beaux-Arts de Tournai.

## Hommages
- La comédie musicale de Stephen Sondheim et James Lapine Sunday in the Park with George, créée en 1984 à Broadway, présente une version fictionnalisée de la vie de Seurat, inspirée de son tableau Un dimanche après-midi à l'île de la Grande Jatte[130].
- En 1991, à l'occasion du centenaire de sa mort, le musée d'Orsay a organisé une exposition majeure réunissant une centaine de tableaux et près de 120 dessins[131].
- L'astéroïde (6678) Seurat, découvert le 16 octobre 1977, est nommé en son honneur[132].
- Une plaque a été posée au 32 rue de l'Arbalète, adresse de son atelier parisien.
- Une plaque est également visible au 110 Boulevard de Magenta, où il vécut jusqu'à sa mort[133].
- Le 2 décembre 2021, à l'occasion du 162e anniversaire de sa naissance, le moteur de recherche Google lui consacre un Doodle[134],[135].